# 螯合效应
螯合效应指出，生成螯合物的反应比生成普通非螯合配合物的反应在能量上更有利。它主要由两个因素导致，一是熵增作用——螯合反应熵变高过普通配位反应，因需用配体分子数较少；另一则是焓作用——同一多齿配体减少了多个配位点原子间的相互排斥，有利于促进螯合物的生成。